# Gaius Sextius Calvinus (Konsul 124 v. Chr.)

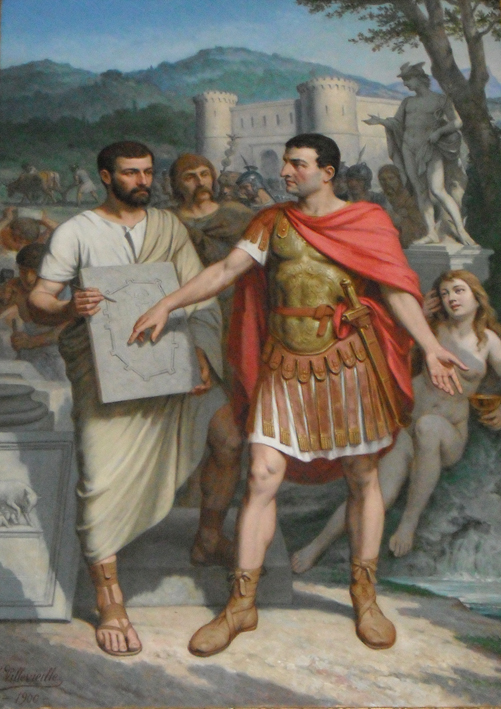
Gründung von Aix durch Sextius Calvinus (Joseph Villevieille, 1900).

Gaius Sextius Calvinus war ein römischer Politiker des späten 2. Jahrhunderts v. Chr. aus der plebejischen gens Sextia.
Als Konsul des Jahres 124 v. Chr. und Prokonsul in den folgenden beiden Jahren führte er als Nachfolger des Marcus Fulvius Flaccus (Konsul 125 v. Chr.) Krieg in Südfrankreich, der späteren Provinz Narbonensis. Gegner waren die Ligurer, Vocontier und Salluvier. Nach dem Sieg über die Salluvier im Jahre 122 v. Chr. gründete Sextius in der Nähe ihres von ihm zerstörten Oppidums Entremont die nach ihm benannte Festung Aquae Sextiae, das spätere Aix-en-Provence. Nach seiner Rückkehr nach Rom erhielt Sextius Calvinus einen Triumphzug.
Sein Sohn war vermutlich der von Marcus Tullius Cicero erwähnte gleichnamige Redner Anfang des 1. Jahrhunderts v. Chr.